# Annelinde Gerstl
Annelinde Gerstl (* 1950) ist eine deutsche Schauspielerin und Musicaldarstellerin.

## Leben
Nachdem Annelinde Gerstl eine Ballett- und Schauspielausbildung an der Schauspielschule Berlin abgeschlossen hatte, wirkte sie in mehreren Filmen und Fernsehserien, sowie in mehreren Theaterstücken und Musicals mit. Von 2007 bis 2012 spielte sie auf RTL in der Seifenoper Alles was zählt die Friederike von Altenburg. Der Charakter taucht immer wieder in der Serie als Gast auf, ist aber keine feste Rolle. 2018 wurde diese Rolle von Ursula Michelis übernommen.
Im Juli 2012 hatte Gerstl eine Gastrolle in der ARD Telenovela Sturm der Liebe.

## Filmografie
- 1968: Zum Teufel mit der Penne – Die Lümmel von der ersten Bank (2. Teil)
- 1971: Wie man Wünsche beim Schwanz packt
- 1983: Alles was recht ist (Fernsehserie)
- 1984: Der Untermieter (Fernsehserie)
- 1987: Der Himmel über Berlin
- 1997: Loverman (Kurzfilm)
- 1998: Alles wird gut
- 2001: Herzschlag – Das Ärzteteam Nord (Fernsehserie)
- 2006: Anime Veloci
- 2007–2010, 2012: Alles was zählt
- 2010: Aktenzeichen XY … ungelöst
- 2011: Morden im Norden
- 2012: Sturm der Liebe (Gastrolle)
- 2012: Ein Sommer in Amalfi